# Willem Frederik van Erp Taalman Kip

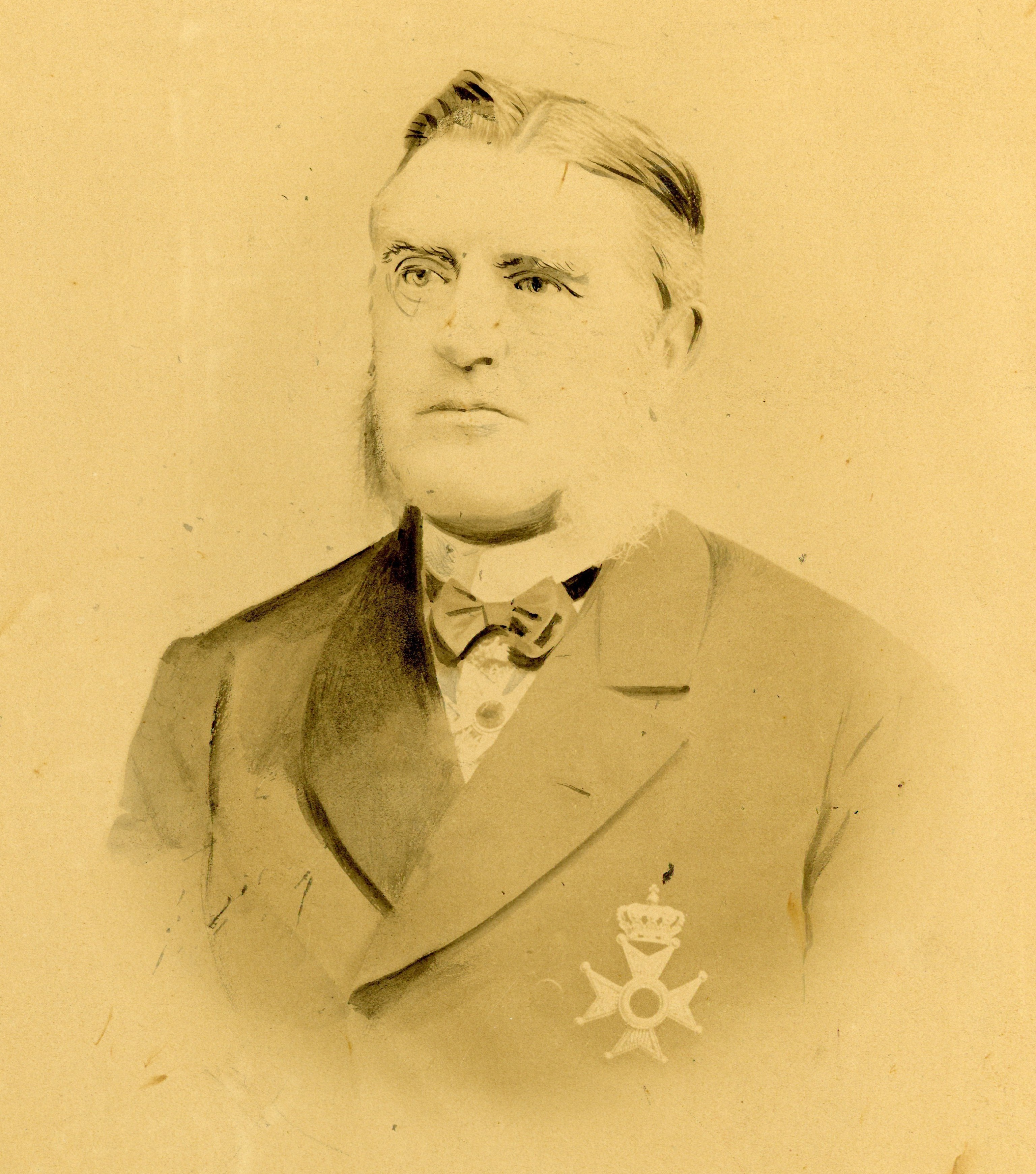
Willem Frederik van Erp Taalman Kip (1885)

Willem Frederik van Erp Taalman Kip (* 19. Dezember 1824 in Den Haag; † 16. März 1905 ebenda) war ein niederländischer Seeoffizier und Politiker, der unter anderem im Kabinett De Vries/Fransen van de Putte 1874 sowie im darauf folgenden Kabinett Heemskerk/van Lynden van Sandenburg zwischen 1874 und 1877 Marineminister war. In diesem Kabinett war er 1876 außerdem zwei Mal kommissarischer Kriegsminister. Im Kabinett Van Lynden van Sandenburg fungierte er von 1879 bis 1883 abermals als Marineminister und war zudem 1883 kommissarischer Kolonialminister. Zuletzt bekleidete er im Kabinett Heemskerk Azn. zwischen 1884 und 1885 erneut das Amt des Marineministers. Der Marinefachmann genoss in diesen gemäßigt-liberalen oder konservativen Kabinetten großes Ansehen, wenngleich er bei seinen Plänen zum Bau neuer Schiffe auch auf parlamentarische Opposition stieß.

## Leben

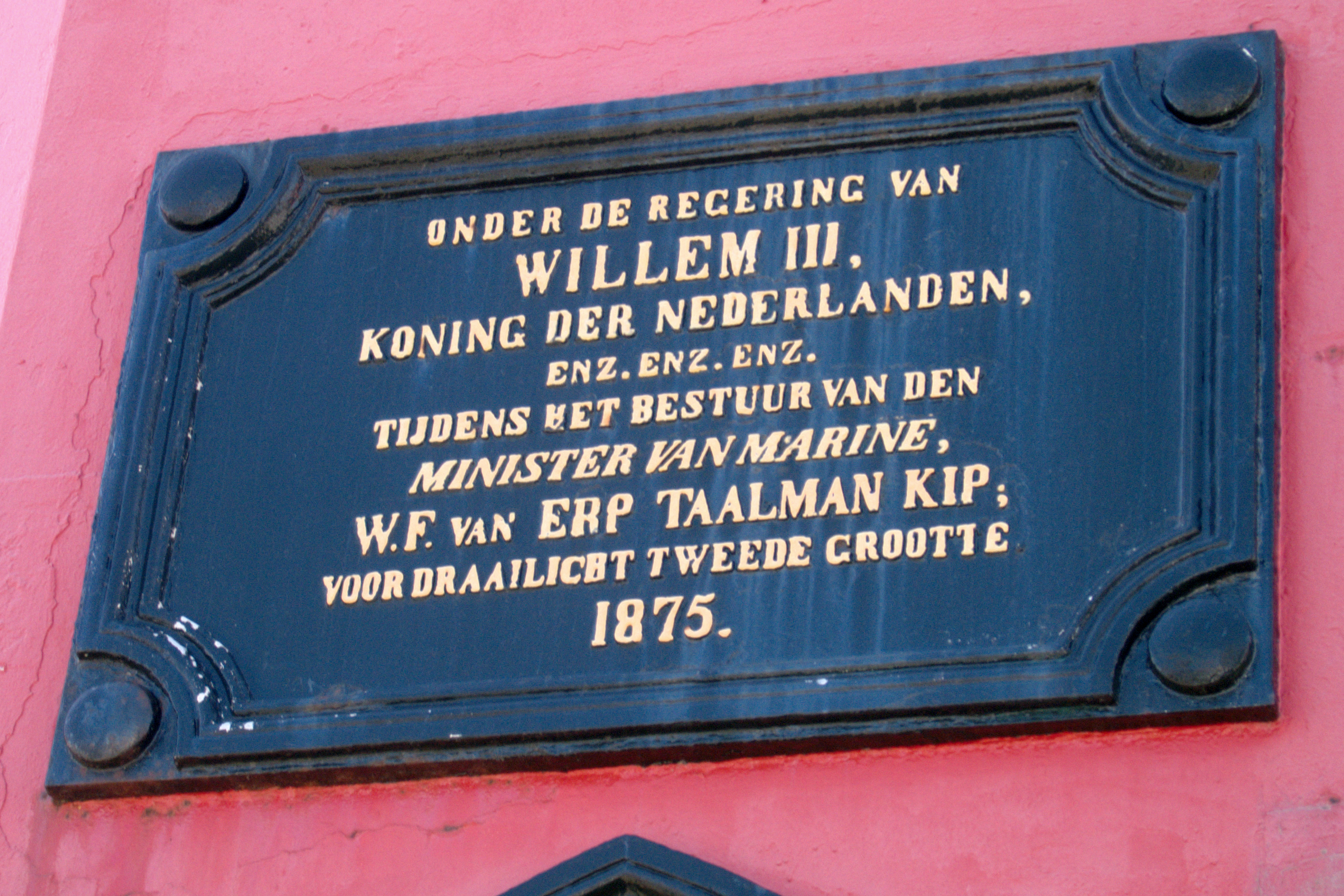
Erinnerungstafel an dem von Quirinus Harder entworfenen Leuchtturm in Scheveningen (1875).

Willem Frederik van Erp Taalman Kip, Sohn des Gutsherrn Marcus Jacobus van Erp Taalman Kip (1793–1867), absolvierte eine Ausbildung zum Seeoffizier und nahm in den 1840er Jahren an Expeditionen in Bali teil. Er wurde im Dezember 1846 zum Leutnant zur See (Luitenant ter zee tweede klasse) befördert und war als Marineoffizier und Lotseninspekteur in Niederländisch-Ostindien tätig. Er wurde am 1. Mai 1856 zum Oberleutnant zur See (Luitenant ter zee eerste klasse) befördert und im Oktober 1860 Mitglied des Komitees zur Verbesserung der Seekarten für den Indischen Ozean, ehe er im September 1862 aus dem aktiven Militärdienst ausschied. Nach seiner Rückkehr war er unter anderem vom 1. März 1870 bis Mai 1874 Hafenkapitän und Dockmeister von Amsterdam.
Als Nachfolger des kommissarischen Amtsinhabers Isaäc Dignus Fransen van de Putte übernahm van Erp Taalman Kip am 16. Mai 1874 im Kabinett De Vries/Fransen van de Putte das Amt des Marineministers (Minister van Marine). Das Amt des Marineministers hatte er zwischen dem 27. August 1874 und dem 3. November 1877 auch im Kabinett Heemskerk/van Lynden van Sandenburg inne. In diesem Kabinett fungierte er nach dem Rücktritt von Hendrik Johannes Enderlein vom 1. Januar bis zum 1. Februar 1876 sowie nach dem Rücktritt von Guillaume Jean Gérard Klerck zwischen dem 11. September und dem 30. September 1876 auch als kommissarisch Kriegsminister (Minister van Oorlog ad interim).
Am 20. August 1879 wurde Willem Frederik van Erp Taalman Kip im Kabinett Van Lynden van Sandenburg wieder Marineminister und hatte dieses Amt bis zum 23. April 1883 inne. Zugleich war er in diesem Kabinett nach dem Rücktritt von Willem Maurits de Brauw zwischen dem 23. Februar und dem 23. April 1883 zusätzlich kommissarischer Kolonialminister (Minister van Koloniën ad interim).
Van Erp Taalman Kip übernahm als Nachfolger des zurückgetretenen Frederik Lambertus Geerling am 19. April 1884 im Kabinett Heemskerk Azn. den Posten als Marineminister (Minister van Marine) und hatte diesen bis zu seinem Rücktritt am 4. August 1885 inne, woraufhin Willem Lodewijk Adolf Gericke seine Nachfolge antrat. Der Marinefachmann genoss in diesen gemäßigt-liberalen oder konservativen Kabinetten großes Ansehen, wenngleich er bei seinen Plänen zum Bau neuer Schiffe auch auf parlamentarische Opposition stieß. Aus gesundheitlichen Gründen trat er am 4. August 1885 formell zurück. Von Bedeutung für seinen Rücktritt war aber auch, dass weder seine Kabinettskollegen noch die Zweiten Kammer der Generalstaaten (Tweede Kamer der Staten-Generaal), des Unterhauses des Parlaments (Generalstaaten), Gelder für die Verbesserung der Marine freigeben wollten. Er selbst hatte für die Verbesserung der Schiffe zusätzliche Haushaltsmittel in Höhe von drei Millionen Gulden gefordert.
Aus seiner 1854 geschlossenen Ehe mit Alida Charlotte Albertine de Brauw (1825–1898), Tochter des Bürgermeisters von Woerden Isaac de Brauw, gingen drei Töchter und ein Sohn hervor. Sein Sohn Willem Frederik van Erp Taalman Kip (1867–1942) war ebenfalls Seeoffizier und wurde mit dem Offizierskreuz des Ordens von Oranien-Nassau ausgezeichnet. Seine Frau war eine Verwandte des Ministers Willem Maurits de Brauw, während seine Tochter Petronella Christina Joanna van Erp Taalman Kip (1864–1944) mit einem Sohn des Vizeadmirals und Mitglieds der Zweiten Kammer der Generalstaaten Gerhardus Fabius verheiratet war. Sein Enkel war der Historiker Pieter Geyl.